# 은서우
은서우(1996년 11월 25일 ~ )는 대한민국의 배우이다.

## 학력
- 서울상신초등학교 (졸업)
- 덕산중학교 (졸업)
- 선정고등학교 (졸업)
- 동국대학교 연극학부 (졸업)

## 출연 작품

### 방송
- EBS 《방귀대장 뿡뿡이》 (2000년)

### 드라마
- SBS 《수호천사》 - 정어진 역(2001년)
- MBC 《왕꽃 선녀님》 - 꼬마 귀신 역(2004년)

### 영화
- 《폰》 (2002년) 조연 - 이영주 역
- 《원더풀 데이즈》 (2003년) 성우 - 카렌 역
- 《클레멘타인》 (2004년) 주연 - 김사랑 역
- 《분신사바》 (2004년) 우정출연

### CF
- 용가리치킨
- 어린이 요구르트 헬로우 앙팡 - 김진수 편
- 신세계

## 수상
2001년 SBS 연기대상 아역상